# Rhytidoponera atropurpurea
Rhytidoponera atropurpurea é uma espécie de formiga do gênero Rhytidoponera.